# I oxens tecken
I Oxens tecken är en dansk gladporrfilm från 1974.
Filmen utspelar sig på 1920-talet i en stad någonstans i Danmark. Här bor en förmögen greve vars stora intresse är kvinnor - till stadens överklass stora förtret. Dessvärre är de alla ekonomiskt beroende av honom, så när greven dör och testamenterar hela sin förmögenhet till det första barnet fött utanför äktenskapet och i Oxens tecken svallar känslorna upp. 
Allt lutar åt att en kommande katastrof, för stadens unga människor har alla sin uppfattning om hur problemet ska lösas...!

## Rollista (i urval)
- Preben Mahrt
- Sigrid Horne Rasmussen
- Susanne Breuning
- Ole Søltoft
- Johan Thiersen
- Suzanne Bjerrehuus
- Otto Brandenburg
- Lone Helmer
- Karl Stegger